# Jürgen Stollhans
Jürgen Stollhans (* 1962 in Rheda) ist ein deutscher Künstler. Er arbeitet vorwiegend mit Mitteln der Installation und Zeichnung.

## Leben
Stollhans begann 1983 an der Kunstakademie Münster Malerei bei Norbert Tadeusz zu studieren. 1986 wechselte er an die Kunstakademie Düsseldorf in die Bildhauerklasse von Erich Reusch. Stollhans lebt und arbeitet seit 1989 in Köln.
In seinen Arbeiten setzt er Verweise auf Kunst wie auf Alltagsgeschichte. Er setzt dabei wissenschaftliche und populäre Bildformen ein und spielt mit den Themen Kopie, Original, Wahrheit und Fälschung. Auf der documenta 12 war er mit der Arbeit Caput mortuum (lateinisch Totenkopf) vertreten.
im November 2014 wurde Stollhans der Konrad-von-Soest-Preis des Landschaftsverbandes Westfalen-Lippe zuerkannt, den er im Rahmen einer Eröffnung der Ausstellung seiner Werke am 23. Januar 2015 im LWL-Museum für Kunst und Kultur in Münster erhalten wird.

## Ausstellungen

### Einzelausstellungen (Auswahl)
- 2013: Kunsthalle Münster, Münster.[2]
- 2012: MO Schaufenster # 04: Jürgen Stollhans - Horizon Bleu, Museum Ostwall im Dortmunder U, Dortmund
- 2008: Wir schalten zurück nach Rheda-Wiedenbrück. Städtische Galerie Nordhorn, Nordhorn.[3]
- 2005: Besten Dung, besten Dung/Schenkt uns die Erinnerung. Kunstfonds Kunstraum, Bonn.[4]
- 2003: Stars & Stripes N° VII: Jürgen Stollhans – Wie ging noch mal Futurismus? Bonner Kunstverein, Bonn.[5]
- 1999: Jürgen Stollhans. Galerie Otto Schweins, Köln.[6]

### Teilnahme an Gruppenausstellungen (Auswahl)
- 2012: Garden of Learning. Busan Biennale 2012
- 2008: Vertrautes Terrain. Aktuelle Kunst in & über Deutschland, ZKM Karlsruhe[7]
- 2007: OWL1 – Über die Tausend Quellen neben dem Durstenden in der Wüste. MARTa Herford[8]
- 2007: Jochen Lempert und Jürgen Stollhans: 6 CO + 12 H O = C H O + 6 H O + O. Kunstverein Ulm.[9]
- 2007: documenta 12, Kassel. Gezeigt wurde die Arbeit Caput mortuum[10]
- 2006: Tandem – 50 Jahre Mülheimer Kunstverein. Kunstmuseum Mülheim an der Ruhr, Mülheim/Ruhr.[11]
- 2006: Sieben auf einen Streich – Formen, Funktionen, Fiktionen. MARTa Herford[12]
- 2006: Regelei. WUK – Kunsthalle Exnergasse, Wien.[13]
- 2005: DIE REGIERUNG – Paradiesische Handlungsräume. Wiener Secession, Wien.[14]
- 2004: How do we want to be governed? (Figure and Ground). Miami Art Central, Miami.[15]
- 2004: Die weite Welt – Neues und selten Gesehenes aus der Graphischen Sammlung. Museum Ludwig, Köln.[16]
- 2004: Ex Argentina – Schritte zur Flucht von der Arbeit zum Tun. Zusammen mit Eduardo Molinari. Museum Ludwig, Köln.[17]
- 2003: Plastik Plüsch und Politik. Städtische Galerie Nordhorn, Nordhorn.[18]
- 1999: Mousepad. Nassauischer Kunstverein, Wiesbaden.[19]